# Les Fermières obsédées
Les Fermières obsédées est un collectif féministe québécois mélangeant les disciplines artistiques (danse, théâtre, musique et arts visuels). Dans le cadre de leurs performances, les membres du collectif portent un uniforme composé de talons hauts, de perruques et de vêtements féminins souillés.

## Historique
Le collectif est fondé en 2001 par Annie Baillargeon, Mélissa Charest, Eugénie Cliche et Catherine Plaisance, alors que les quatre artistes étudient à l'Université Laval. Le nom du collectif est une référence subversive au Cercle des fermières du Québec, une organisation dont la mission est de contribuer à l'éducation domestique des femmes. L'année de sa fondation, le collectif présente en collaboration avec le centre en art actuel Le Lieu l’installation Tranchez-Coupez-Hachez dans un local vacant à Québec. En 2008, Les Fermières obsédées participent à la parade de la quatrième édition de l'évènement Paysages éphémères, présentée sur l'avenue du Mont-Royal, au Parc des Compagnons et sur la Place Gérald-Godin, à Montréal. En 2009, Catherine Plaisance quitte le collectif afin de poursuive une pratique solo. En 2012, elles présentent une critique sociale dans la performance Les Bonbons au Festival de théâtre de rue de Lachine (FTRL).